# Ljunghusen
Ljunghusen is een plaats in de gemeente Vellinge in het Zweedse landschap Skåne en de provincie Skåne län. De plaats heeft 2444 inwoners (2005) en een oppervlakte van 383 hectare.
De plaats ligt op het schiereiland Falsterbohalvön en ligt zowel in het noorden als in het zuiden aan de Oostzee. Ljunghusen wordt gescheiden van Höllviken door het kanaal Falsterbokanalen. Het stadje Skänör-Falsterbo ligt iets ten westen van Ljunghusen. De plaats grenst in het westen direct aan de golfbaan Ljunghusens GK (verschillende malen gekozen tot een van de beste in Zweden) en het natuurreservaat Skänörs ljungs naturreservat, ook ligt er ten zuiden van de plaats een zandstrand. De bebouwing in de plaats bestaat voornamelijk uit vrijstaande huizen.

## Verkeer en vervoer
Door de plaats loopt de Länsväg 100.
Höllviken · Skanör med Falsterbo · Vellinge · Ljunghusen · Hököpinge · Västra Ingelstad · Rängs sand · Gessie villastad · Östra Grevie · Arrie · Vellinge Väster ·  Södra Åkarp · Hököpinge kyrkby · Möllevången · Räng (west) · Mellan-Grevie · Norra Håslöv · Gessie · Räng · Kronan · Västra Grevie